# Хіросіма, кохання моє
«Хіросі́ма, коха́ння моє́» (фр. Hiroshima mon amour / Іросіма мон-амур /, яп. 二十四時間の情事 нідзю: йон дзікан но дзьо: дзі / «Двадцятичотиригодинний роман») — перший ігровий фільм Алена Рене за сценарієм французької письменниці Маргеріт Дюрас (1959). Головні ролі виконали французька актриса Еммануель Ріва та японський актор Ейдзі Окада. Фільм здобув приз Міжнародної федерації кінопреси.

## Сюжет
Історія, здавалося б, короткого кохання в повоєнній Хіросімі французької кіноактриси (Ріва) та японського архітектора (Окада). На кожного з них тисне тягар минулого, з яким доводиться жити щогодини.
Нерозривний зв'язок минулого і сьогодення, вільні переходи від уявного до реального, голосова поліфонія, музична структура сюжету, поетичні асоціативні ходи, — фільм став гучним словом у галузі новаторської кіномови (монтаж Анрі Кольпі) і дав привід відносити Алена Рене до так званої «нової хвилі».

## В ролях
| Актор          | Роль             |
| -------------- | ---------------- |
| Еммануель Ріва | вона             |
| Ейдзі Окада    | він              |
| Бернар Фрісон  | німецький солдат |
| Стелла Даллас  | мати             |
| П'єр Барбо     | батько           |

## Створення
Передбачалося, що сценарій до фільму напише Франсуаза Саган — Дюрас взялася за роботу вже після відмови модної письменниці.
Ален Рене запевняв, що його фільм побудовано на чіткому алгоритмі: «Я виклав Маргеріт алгебричну концепцію твору. Якщо показати „Хіросіму“ за допомогою діаграми, виявиться близька до музичної партитури квартетна форма: теми, варіації на початкову тему, повтори, повернення назад, які можуть здатися нестерпними для тих, хто не приймає правил гри в цьому фільмі. На діаграмі було б видно, що фільм побудовано як трикутник, у формі лійки».
Рене заперечував проти песимістичного трактування свого фільму: «„Хіросіма“ не викликає відчуття неможливості життя… Те, що „Хіросіма“ показує людей, які страждають, не означає, ніби це — песимістичний фільм. Життя не завжди радісне, але принаймні прожиті моїми героями 48 годин вартують десяти років видимого щастя, яке насправді — лише летаргія. Найстрашніше — небуття, порожнє життя гірше, ніж страждання».
На момент знімань японський актор Ейдзі Окада не знав французької мови і тому мусив завчати свої репліки на слух.

## Аналіз
Віктор Божович рішуче відхиляв докори, що режисер зіставив незрівнянне: трагедію прозваної «німецькою підстилкою» дівчини з маленького Невера і загибель сотень тисяч; критик та історик мистецтва бачив у цьому якраз головну гуманістичну заслугу А. Рене, — «Совість неподільна. І людство тільки тоді виявиться на рівні вимог гуманізму, коли загибель одного безвинного сприйматиметься як трагедія, що дорівнює Хіросімі. Тоді й лише тоді стануть неможливими нові Хіросіми».

## Нагороди
- Приз Міжнародної федерації кінопреси (здобула також стрічка «Чотириста ударів»)
- «Оскар», 1961
Номінації
  - Найкращий оригінальний сценарій

- Британська академія (BAFTA), 1961
Переможець
  - Премія об'єднаних націй

Номінації
  - Кращий фільм
  - Найкраща іноземна актриса (Еммануель Ріва)

- Каннський кінофестиваль, 1959
Номінації
  - «Золота пальмова гілка» (фільм виключено з офіційного відбору на прохання американського уряду, оскільки атомна зброя була забороненою темою)

## У популярній культурі
«Hiroshima mon amour» — виконавський шедевр ранньої Ганни Герман (1966). Спочатку композиція Збігнева Цехана на вірші Мацея Зенона Бордовича («Miłość do drzewa sprzyja tylko ptakom…») була створено для «польської Іми Сумак» — Віолетти Віллас.
2010 року парфумерний дім «Nez a Nez» випустив аромат Hiroshima mon Amour, названий так на честь фільму.